# Penningautomatföreningen

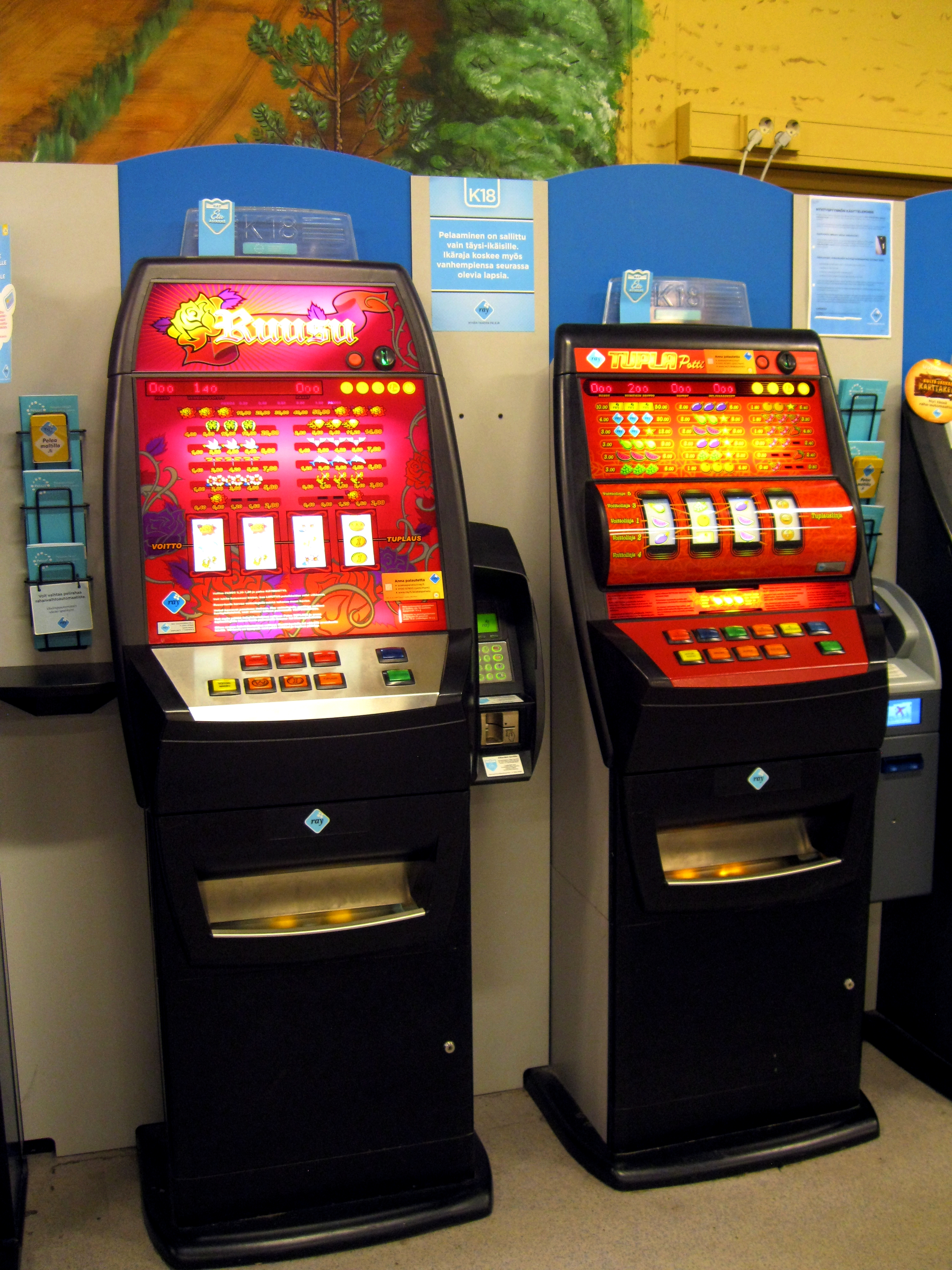
Två Penningautomatföreningens automater.

Penningautomatföreningen (finska: Raha-automaattiyhdistys, RAY) var en finländsk förening som hade monopol att praktisera penningautomat- och kasinospelverksamhet i Finland utanför Åland. Föreningen grundades 1938. Spelens hela vinst användes till stöd för finländska social- och hälsoorganisationers verksamhet samt till förmån för krigsveteraner. I början av året 2017 förenades Penningautomatföreningen med Veikkaus Ab och Fintoto Ab, och det nya företaget namngavs Veikkaus Ab.